# Eberhard Haun
Eberhard Haun (* 1. Oktober 1949 in Magdeburg; † 8. August 1976 in Braunschweig) war ein deutscher Fußballspieler. Er galt als eines der größten Talente in seinem Verein Eintracht Braunschweig, für den er ab 1970 spielte und insgesamt 101 Spiele absolvierte.

## Karriere
In der Amateurmannschaft der Eintracht machte das Talent Haun in der Saison 1969/70 auf sich aufmerksam. Nach dem Meistertitel in der Amateurliga Niedersachsen zog er mit seinen Mannschaftskollegen in das Finale um die Deutsche Amateurmeisterschaft ein. Das Endspiel wurde zwar gegen den Titelverteidiger SC Jülich 1910 mit 0:3 Toren verloren, aber Haun bekam einen Vertrag in der Lizenzspielerelf von Eintracht Braunschweig. Seine Profizeit begann mit der Saison 1970/71, in der er bereits bei 13 Bundesligaspielen eingesetzt wurde. Er debütierte am 30. Januar 1971 in der Bundesliga bei dem 3:1-Sieg gegen den 1. FC Köln. Nach dem Meisterschaftsjahr 1967 konnte man trotz eines vierten Platzes in seiner Debütsaison in der Bundesliga nicht mehr an alte Erfolge anknüpfen. Persönlich war seine Bilanz 1971/72 unter Trainer Otto Knefler aber mit 33 Einsätzen in der Bundesliga, zumeist im Mittelfeld neben Bernd Gersdorff und Friedhelm Haebermann, aber sehr gut. Das Braunschweiger Talent wurde ja auch durch die Berufung in die B-Nationalmannschaft beim Länderspiel am 29. März 1972 in Tatabánya gegen Ungarn durch DFB-Trainer Jupp Derwall belohnt. Er wurde für Wolfgang Frank eingewechselt und erzielte einen Treffer zum 2:0-Sieg der deutschen Mannschaft. Der Angriff der B-Elf setzte sich aus Reiner Geye, Dietmar Danner, Klaus Wunder, Wolfgang Frank (Eberhard Haun) und Willi Reimann zusammen. Einen Monat später, am 29. April, debütierte Haun auch in der Juniorennationalmannschaft (U 23). Er wirkte beim mit 1:3 Toren verlorenen EM-Viertelfinalspiel in Eriwan gegen die Sowjetunion mit. Zu seinem zweiten Einsatz in der U 23 des DFB kam der Braunschweiger am 8. Mai 1973 in Randers beim EM-Qualifikationsspiel gegen Dänemark. Nach dem Abstieg 1973 in die Regionalliga Nord konnte der sofortige Wiederaufstieg geschafft werden; Eberhard Haun schoss dabei in 18 Spielen fünf Tore. Im Aufstiegsjahr konnte dann auf Anhieb der neunte Platz erreicht werden. In der Bundesligasaison 1974/75 kam Haun nicht mehr zum Einsatz. Wegen einer Knieverletzung musste er 1974 seine Profilaufbahn beenden.
Bis zu seinem Tod trainierte er danach den FC Schöningen 08.
Eberhard Haun war in den Bundesligaskandal 1970 verwickelt und wurde 1971 zu einer Geldbuße verurteilt.
Haun studierte Sport und Kunst und malte auch surrealistische Bilder.
Er starb am 8. August 1976 nach einem Verkehrsunfall in einem Braunschweiger Krankenhaus. Auf einem unbeschrankten Bahnübergang bei Groß Brunsrode wurde sein Fahrzeug am 14. Juli 1976 von einem Zug erfasst.